# Detlev von Revenfeld
Detlev von Revenfeld (dänisch Ditlev Revenfeld, * 4. März 1684 auf Schloss Sandbjerg; † 18. Juli 1746 in Rendsburg) war ein Generalleutnant in dänisch-norwegischen Diensten.

## Familie und Herkunft
Detlev von Revenfeld war eines der drei unehelichen Kinder Conrad von Reventlows (1644–1708) mit Anne Christine Hagensen (1659–1691), Tochter des Bürgermeisters von Apenrade, Carsten Hagensen (1626–1701). Er hatte die jüngeren Geschwister Conrad (1685–?) und Conradine (1687–1770) sowie achtzehn Halbgeschwister. Am 5. Dezember 1718 heiratete er in Hamburg Anna Cathrine Woldenberg († 1751). Der Ehe entsprangen sieben Kinder:
- Conrad Adolph von Revenfeld (1719–1747), Premierleutnant[1]
- Anna Cathrina Conradina von Revenfeld (1721–1722)[1]
- Johan Detlef von Revenfeld (1722–1723)[1]
- Christian Detlev von Revenfeld (1724–1794), Kammerherr[1]
- Kind unbekannten Namens (* / † 1725)[1]
- Christine Sophie von Revenfeld (1726–1749) ⚭ Frederik von Rumohr, Kammerherr[1]
- Frederik Christian von Revenfeld (1728–1752), wirklicher Justizrat[1]

## Leben
Von 1727 bis 1730 diente er als Oberkriegssekretär. Von November 1743 bis 1746 war er Gouverneur von Rendsburg. Zudem war er seit 1732 Kommandant von Kronborg. Am 18. Juli 1746 starb von Revenfeld an einer Gangrän im Hals. Er war Besitzer des Gutes Vandlinggård.

## Auszeichnungen
- 16. April 1727: Weißer Ritter[3]

## Endnoten
1. 1 2 3 4 5 6 7 8  finnholbek.dk: Detlev Revenfeld, zuletzt abgerufen am 3. November 2019.
2. ↑  finnholbek.dk: Conrad lensgreve Reventlow, IV. Den danske grevelige Linje af 1673, zuletzt abgerufen am 3. November 2019.
3. 1 2  Vgl. Genealogisch-historische Nachrichten von den Allerneusten Begebenheiten, welche sich an den Europaeischen Hoefen zutragen, worin zugleich vieler Standes-Personen und anderer Beruehmter Leute Lebens-Beschreibungen vorkommen, als eine Fortsetzung des Genealog. Historischen Archivarii. Der 97 Teil, Leipzig 1746, S. 141. reventlow.dk schreibt als Datum allerdings 1742.
4. ↑  Vgl. Personalhistorisk tidsskrift, 1972, S. 142.
5. 1 2 3  reventlow.dk: Vgl. Detlev von Revenfeld, zuletzt abgerufen am 4. November 2019.

| Personendaten    | Personendaten                                    |
| ---------------- | ------------------------------------------------ |
| NAME             | Revenfeld, Detlev von                            |
| ALTERNATIVNAMEN  | Revenfeld, Ditlev                                |
| KURZBESCHREIBUNG | Generalleutnant in dänisch-norwegischen Diensten |
| GEBURTSDATUM     | 4. März 1684                                     |
| GEBURTSORT       | Schloss Sandbjerg                                |
| STERBEDATUM      | 18. Juli 1746                                    |
| STERBEORT        | Rendsburg                                        |